# Huwelijken van Willem van Oranje
| Willem van Oranje | Willem van Oranje |
| Verbintenissen    | Verbintenissen    |
| ----------------- | ----------------- |
| Huwelijken        | 4                 |
| Kinderen          |                   |
| Zonen             | 5                 |
| Dochters          | 11                |
| Kleinkinderen     |                   |
| Kleinzonen        | 27                |
| Kleindochters     | 27                |

Hoewel de vier huwelijken van Willem van Oranje niet zo tot de verbeelding spreken als die van de Engelse koning Hendrik VIII – die zes maal in het huwelijk trad – zijn Willems huwelijken niet van minder belang. Grootste verschil tussen de huwelijken van Willem en die van Hendrik is, dat de huwelijken van Hendrik gericht waren op het verkrijgen van een mannelijke troonopvolger (dynastieke opvolging), terwijl Willems huwelijken naast een dynastieke ook een sterk politiek en maatschappelijk karakter hadden. Door verbintenissen aan te gaan met (inter)nationale vorstenhuizen konden naast gebiedsuitbreiding ook politieke steun en kapitaal verkregen worden.

## Eerste huwelijk
|                |                           | 8 juli 1551                |                                 |
|                | Willem van Oranje         | x                          | Anna van Egmont                 |
|                | ____________*____________ | ____________*____________  | ____________*____________       |
|                |                           |                            |                                 |
| Kind           | Maria                     | Filips Willem              | Maria                           |
|                | (*1553-†1555)             | (*1554-†1618)              | (*1556-†1616)                   |
|                | x                         | x                          | x                               |
| Huwelijksdatum |                           | 23 november 1606           | 7 februari 1595                 |
|                |                           |                            |                                 |
| Wederhelft     |                           | Eleonora van Bourbon-Condé | Filips van Hohenlohe-Neuenstein |
| Kinderen       |                           | Kinderloos                 | Kinderloos                      |
| Bijzonderheden | Jong gestorven            |                            |                                 |

Op 24 december 1548 sprak Maximiliaan van Egmont op zijn sterfbed nog uit, dat zijn enige dochter Anna zou moeten trouwen met de prins van Oranje. Ook in de ogen van keizer Karel V was een verbintenis met de erfgename een goede keuze, omdat zij tot een van de rijke families van de Nederlanden behoorde, vooral door de vele bezittingen, én zij was rooms-katholiek. De enige tegenstanders van het huwelijk waren Jerôme Perrenot (die in 1548 aangesteld was als voogd van Willem van Oranje) en zijn broer Antoine Perrenot (kardinaal Granvelle). De broers Perrenot waren toen nog vrienden van Willem.
Na de opstelling van het huwelijkscontract en de goedkeuring daarvan op 6 juli 1551 vond op 8 juli 1551 in de Sint-Lambertuskerk te Buren de huwelijksvoltrekking plaats. Bijkomend voordeel voor Willem was, dat hij door het huwelijk meerderjarig werd verklaard, waardoor hij zelf het beheer kreeg over zijn bezittingen.
Hoewel het een gearrangeerd huwelijk was, werd het omschreven als gelukkig. Stille getuigen hiervan zijn de verschillende brieven die zij elkaar schreven; Willem noemde zijn vrouw liefkozend Tanneke.

### Einde huwelijk
Toen Willem terugkeerde van de Rijksdag in Frankfurt naar Dillenburg kreeg hij te horen, dat zijn vrouw ernstig ziek was, waarop hij besloot direct naar Breda af te reizen. Op 24 maart 1558 stierf Anna.

### Kinderen

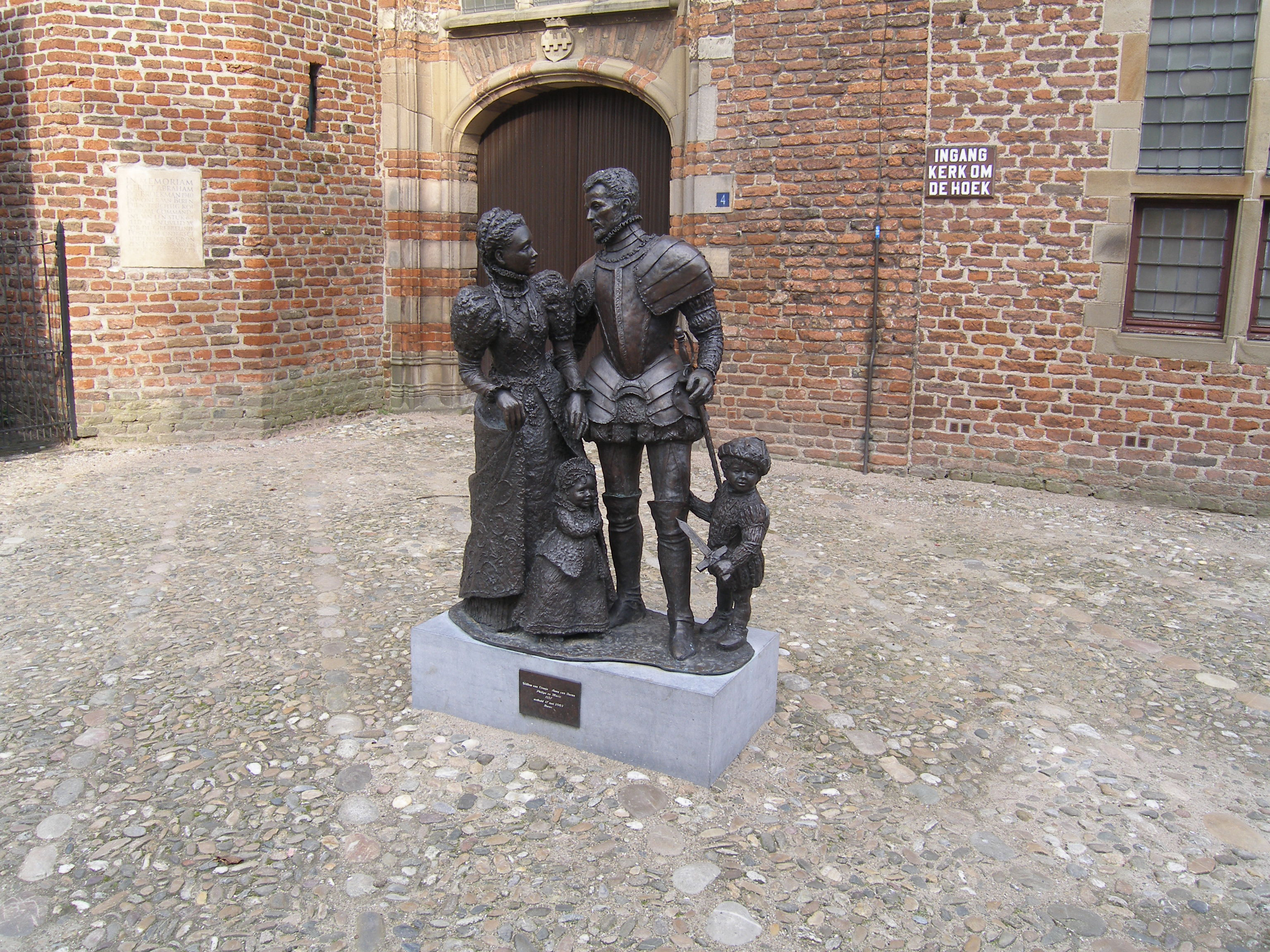
Het gezin

- 22 november 1553: Geboorte van de eerste dochter in Breda, die Maria werd genoemd, naar de landvoogdes Maria van Hongarije, die ook als meter optrad bij de doop op 12 december 1553. Op 7 december 1555 overleed Maria.
- 19 december 1554: Geboorte van Willems eerste zoon in Buren, die de namen krijgt van de Spaanse kroonprins en de (groot)vader: Filips Willem.
- 7 februari 1556: Geboorte van Willems tweede dochter in Breda, Maria. Zij zou genoemd zijn naar haar pas overleden zusje.

Na de dood van Filips Willem en Maria stierf deze tak van de familie Nassau uit, omdat beide huwelijken kinderloos bleven.

### Laatste rustplaatsen – Anna van Egmont en kinderen
| Naam            |  | Rustplaats                    |  | Stad  |
| --------------- |  | ----------------------------- |  | ----- |
| Anna van Egmont |  | Grote of Onze-Lievevrouwekerk |  | Breda |
| Maria           |  | Grote of Onze-Lievevrouwekerk |  | Breda |
| Filips Willem   |  | Sint-Sulpitiuskerk            |  | Diest |
| Maria           |  | Sint-Lambertuskerk            |  | Buren |

## Intermezzo met Eva Elincx
Zes maanden na de dood van Anna begon Willem al na te denken over een nieuw huwelijk. Hij had hiervoor verschillende kandidates op het oog. Zo dacht hij aan Renata van Lotharingen, de dochter van Christina van Lotharingen. Deze laatste was een volle nicht van Karel V, daar zij de dochter was van Isabella van Habsburg, Karels jongere zuster. Veel belangrijker nog was, dat er geruchten waren, dat Renata's moeder de nieuwe landvoogdes van de Nederlanden zou worden. Toen Filips II uiteindelijk koos voor Margaretha van Parma, nota bene een buitenechtelijke dochter van de voormalige keizer, zag Willem af van een huwelijk binnen het huis van Habsburg.
Tegelijkertijd had Willem van Oranje contact gelegd met de keurvorst van Saksen inzake een eventueel huwelijk met zijn nicht Anna.
In deze periode knoopte hij ondertussen een relatie aan met Eva Elincx. Over haar afkomst is weinig bekend. In het boek Breda, stad van borderlords en baronnen van Leo Nierse worden drie mogelijkheden vermeld:
- Ze was de dochter van een Bredase goudsmid
- Ze was de dochter van de burgemeester van Emmerik
- Ze was een (niet nader bepaalde) Vlaamse vrouwe.

### Einde relatie
Toen Eva vernam dat Willem opnieuw in het huwelijk zou treden, maar niet met haar, besloot zij hem zonder iets te zeggen te verlaten. Bronnen vermelden, dat zij later getrouwd zou zijn geweest met een zekere Arondeaux, de secretaris van Hulst. Eva zou omstreeks 1590 zijn gestorven.

### Kinderen

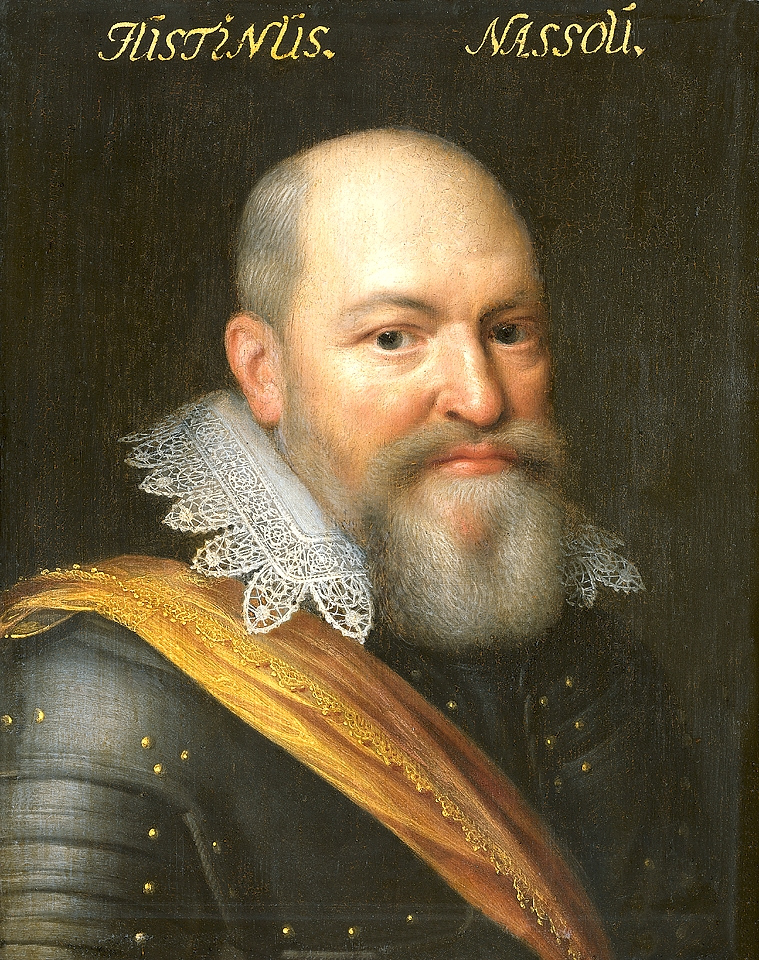
Justinus van Nassau

Uit deze buitenechtelijke relatie werd in 1559 een zoon geboren, Justinus van Nassau, die door Willem erkend werd en opgevoed werd aan het hof.
Justinus nam actief deel aan de Opstand der Nederlanden en was van 1601 tot aan 1625 gouverneur van Breda.
Justinus trouwde in 1597 met Anna van Mérode (*1567 - †1634), met wie hij 3 kinderen kreeg:
- Willem Maurits (*1603 – †1638)
- Louise Henriëtte (*1604 – †tussen 1637 en 1645)
- Filips (*1605 – †tussen 1672 en 1676)

Justinus had slechts 1 kleinzoon, die in 1658 kwam te overlijden. Door de dood van Justinus’ jongste zoon Filips kwam hierdoor ook een einde aan deze mannelijke tak van het geslacht van Willem van Oranje. 
(Via een vrouwelijke tak van zijn zoon Willem Maurits bestaan er overigens heden ten dage nog wel nakomelingen van Justinus.)
In 1631 overleed Justinus te Leiden, waar hij ook werd begraven.

### Laatste rustplaatsen – Eva Elincx en kind
| Naam       |  | Rustplaats      |  | Stad     |
| ---------- |  | --------------- |  | -------- |
| Eva Elincx |  | Onbekend        |  | Onbekend |
| Justinus   |  | Hooglandse Kerk |  | Leiden   |

## Tweede huwelijk
|                |                           |                            | 24 augustus 1561          |                           |                           |
|                |                           | Willem van Oranje          | x                         | Anna van Saksen           |                           |
|                | ____________*____________ | ____________*____________  | ____________*____________ | ____________*____________ | ____________*____________ |
|                |                           |                            |                           |                           |                           |
| Kind           | Anna                      | Anna                       | Maurits                   | Maurits                   | Emilia                    |
|                | (*1562-†1562)             | (*1563-†1588)              | (*1564-†1566)             | (*1567-†1625)             | (*1569-†1629)             |
|                | x                         | x                          | x                         | x                         | x                         |
| Huwelijksdatum |                           | 1587                       |                           |                           | 17 november 1597          |
|                |                           |                            |                           |                           |                           |
| Wederhelft     |                           | Willem Lodewijk van Nassau |                           |                           | Emanuel van Portugal      |
| Kinderen       |                           | Kinderloos                 |                           |                           | 10 kinderen               |
| Bijzonderheden | Jong gestorven            |                            | Jong gestorven            | Buitenechtelijke kinderen |                           |

Het tweede huwelijk van Willem van Oranje was een "gewenst" huwelijk. Na de machtsovername van Filips II werd al snel duidelijk, dat de samenwerking met de Spaanse vorst zeer moeizaam zou lopen, vooral inzake de geloofskwestie. Om zich eventueel krachtig op te kunnen stellen tegen Spanje had Oranje geld nodig en de steun van andere vorsten.
De rijke Anna van Saksen was voor deze doeleinden zeer geschikt en reeds in 1558 volgde een toenadering naar de keurvorst van Saksen, Anna's oom. Aanvankelijk stond deze zeer sceptisch ten opzichte van het aanzoek doordat
- de keurvorst August Willems afkomst te laag vond; er waren zeker betere kandidaten uit gerenommeerde adellijke families;
- de financiële situatie van Willem slecht was; mocht Oranje onverhoopt komen te overlijden dan zou Anna met zware schulden opgezadeld kunnen worden;
- Willem nog steeds rooms-katholiek was; Anna was daarentegen luthers.

Het voornemen van Willem om met een lutherse te trouwen leidde bij de Spaanse koning tot grote afschuw.
In juni 1561 werd dan toch een huwelijksverdrag gesloten, toen de keurvorst besefte, dat Willem van Oranje een belangrijke bondgenoot was voor de protestantse beweging. De bruidsschat werd bepaald op 100.000 thaler.
Op 24 augustus 1561 traden Willem en Anna van Saksen in Leipzig in het huwelijk. Acht dagen later vertrokken zij naar de Nederlanden. Na een paar maanden werd al duidelijk dat de verhouding tussen de twee echtelieden stroef verliep. Voor de buitenwereld werd geprobeerd de schijn hoog te houden en de geruchten over een "mislukt" huwelijk af te doen als laster. De geboorten van hun eerste kinderen leken dit te bevestigen.
Vanaf 1565 werd het voor alle betrokken partijen wel duidelijk dat het huwelijk slecht was. Toen in 1566 hun 2e kind – en 1e zoon – Maurits overleed, raakte Anna zozeer in een depressie, dat er bij haar zelfmoordgedachten boven kwamen. Om haar verdriet te onderdrukken zocht zij haar heil in de alcohol.
In 1567 werd Willem gedwongen de Nederlanden te verlaten door de hoogoplopende spanningen, waarop hij besloot om met zijn familie naar Dillenburg af te reizen. Daar werd hun 4e kind geboren, Maurits. Tijdens de festiviteiten van de doop van de jongen werd Willem geïnformeerd over het feit dat al zijn bezittingen in Bourgondië in beslag genomen waren en dat hij ook zijn Nederlandse bezittingen zou verliezen. Daarop besloot hij terug te keren naar Brabant. Zijn vrouw, die inmiddels alweer zwanger was, besloot haar man niet te volgen, maar wel Dillenburg te verlaten; hiermee wilde zij Willems moeder ontvluchten, die een vijandige houding jegens haar had. Met achterlating van haar twee kinderen -die op dat moment vanwege een ziekte-epidemie elders waren ondergebracht- vertrok zij naar Keulen. Het zou bijna een jaar duren voordat zij weer met haar kinderen verenigd zou worden.
Op 4 maart 1569 ontmoetten Anna, die inmiddels bevallen was van een dochter, en Willem elkaar weer in Mannheim. Zijn expedities in de Nederlanden waren op niets uitgelopen en Willem had daarom besloten zich aan te sluiten bij de strijdende hugenoten in Frankrijk.
Doordat Willem, volgens Anna, hierdoor niet meer in staat was haar financieel te ondersteunen, meende zij aanspraak te kunnen maken op een vorm van geldelijke vergoeding. Om deze te ontvangen waren er twee opties:
- De hertog van Alva zou benaderd moeten worden om te vragen alle geconfisqueerde landerijen en goederen terug te geven
- De familie van Nassau zou haar een jaarlijkse som van 12.000 daalder moeten betalen, zoals in het huwelijksverdrag bedongen. Dit zou voor de familie een enorme aderlating betekenen. Om haar zaak te bepleiten nam zij de advocaat Jan Rubens in dienst.

### Einde huwelijk
Voor Willem van Oranje was nu de maat vol. In 1570 arrangeerde hij diverse ontmoetingen met zijn vrouw Anna, die onder de indruk was dat er gezocht zou worden naar een oplossing voor haar probleem. In werkelijkheid was Willem al bezig een aanklacht op te stellen jegens haar vanwege echtbreuk, waardoor aanspraken op geldelijke compensaties zouden komen te vervallen.
In maart 1571 werd Jan Rubens gearresteerd. De aanklacht was dat hij overspel gepleegd had met Anna van Saksen. Door folteringen werd Rubens gedwongen een bekentenis af te leggen, waarmee Anna geconfronteerd werd. Aan haar werd de keuze gelaten: of zij bekende schuld of zij ontkende, maar dit zou de dood betekenen voor Jan Rubens. Onder deze druk bezweek Anna en gaf haar verhouding toe. De dochter, Christine, die op 22 augustus 1571 geboren werd, werd daardoor niet door Willem van Oranje erkend en op 14 december 1571 tekende Anna voor een nietigverklaring van haar huwelijk met Oranje. De definitieve ontbinding vond pas plaats vlak voor Willems bruiloft met zijn 3e vrouw.
Hoewel de Duitse vorsten aanvankelijk Oranje steunden bij de nietigverklaring van zijn huwelijk, wekte hij de verontwaardiging bij hen op toen duidelijk werd dat Willem zijn oog had laten vallen op een nieuwe huwelijkskandidate, terwijl zijn huwelijk officieel nog niet ontbonden was. Geëist werd dat Anna terug zou keren naar Saksen, waar Willem graag gehoor aan gaf. Op de weg terug probeerde Anna echter de hand aan zichzelf te slaan, waarop besloten werd haar definitief op te sluiten, geheel afgesloten van de buitenwereld.
Anna overleed op 18 december 1577.

### Kinderen
- 31 oktober 1562: Geboorte van de eerste dochter Anna. Zij stierf direct na de geboorte.
- 5 november 1563: Geboorte van de tweede dochter Anna te Breda. Zij trouwde met Willem Lodewijk van Nassau-Dillenburg, een volle neef van haar. Tijdens haar eerste zwangerschap overleed zij onverwacht.
- 18 december 1564: Geboorte van de eerste zoon Maurits te Brussel. Nog geen twee jaar later overleed hij.
- 14 november 1567: Geboorte van de tweede zoon Maurits te Dillenburg. Hij trouwde nooit, maar had wel drie zonen bij Margaretha van Mechelen, die door hem erkend zijn. Verder zou hij bij minstens 5 andere vrouwen kinderen gehad hebben
- 10 april 1569: Geboorte van de derde dochter Emilia te Keulen, die samen met Emanuel van Portugal 10 kinderen kreeg.

Bij de dood van Maurits in 1625 stierf ook deze tak van de Oranjes uit.

### Laatste rustplaatsen – Anna van Saksen en kinderen
| Naam            |  | Rustplaats              |  | Stad       |
| --------------- |  | ----------------------- |  | ---------- |
| Anna van Saksen |  | Domkerk (anoniem)       |  | Meißen     |
| Anna            |  |                         |  |            |
| Anna            |  | Grote of Jacobijnerkerk |  | Leeuwarden |
| Maurits         |  |                         |  |            |
| Maurits         |  | Nieuwe Kerk             |  | Delft      |
| Emilia          |  | Cathédrale Saint-Pierre |  | Genève     |

## Derde huwelijk
|                |                          |                               |                              | 12 juni 1575 |                       |                        |                                  |
|                |                          |                               | Willem van Oranje            | x            | Charlotte van Bourbon |                        |                                  |
|                | ________*________        | ________*________             | ________*________            |              | ________*________     | ________*________      | ________*________                |
|                |                          |                               |                              |              |                       |                        |                                  |
| Kind           | Louise Juliana           | Elisabeth                     | Catharina Belgica            |              | Charlotte Flandrina   | Charlotte Brabantina   | Emilia Antwerpiana               |
|                | (*1576 - †1644)          | (*1577 - †1642)               | (*1578 - †1648)              |              | (*1579 - †1640)       | (*1580 - †1631)        | (*1581 - †1657)                  |
|                | x                        | x                             | x                            |              | x                     | x                      | x                                |
| Huwelijksdatum | 23 juni 1593             | 1595                          | 23 oktober 1596              |              |                       | 11 maart 1598          | 4 juli 1616                      |
|                |                          |                               |                              |              |                       |                        |                                  |
| Wederhelft     | Frederik IV van de Palts | Hendrik de La Tour d'Auvergne | Filips Lodewijk II van Hanau |              |                       | Claude de la Trémoille | Frederik Casimir van Zweibrücken |
| Kinderen       | 8 kinderen               | 8 kinderen                    | 10 kinderen                  |              |                       | 4 kinderen             | 3 kinderen                       |
| Bijzonderheden |                          |                               |                              |              | Kloosterleven         |                        |                                  |

Charlotte van Bourbon was voorbestemd om in het klooster te treden, wat aanvankelijk ook gebeurde; in 1565 werd ze op 18-jarige al tot abdis verkozen. De reden dat zij het klooster in moest, was, omdat zij de vierde dochter was van hertog Lodewijk III van Bourbon-Vendôme en door haar voor te bestemmen voor de kerk bespaarde dat voor de vader een bruidsschat. In 1571 nam zij echter een resoluut besluit: ze verliet het klooster, omarmde het protestantisme en vestigde zich in Heidelberg aan het hof van Frederik III, keurvorst van de Palts, wat haar door Jeanne d’Albret was aangeraden. Haar vader had zich al sinds 1561 afgekeerd van het protestantisme, en haar bekering naar het nieuwe geloof resulteerde in een breuk tussen Charlotte en haar vader.
Aan het Heidelbergse hof leerde zij Willem van Oranje kennen, die naar de keurvorst was gekomen om steun te vragen in zijn strijd om de Nederlanden. Dat het liefde op het eerste gezicht was, valt te betwijfelen, omdat uit correspondentie blijkt, dat pas aan het einde van 1574/begin 1575 contact gezocht werd door Charlotte om in te gaan op het verzoek van de prins om met hem te trouwen. In haar visie was een verbintenis alleen mogelijk, indien zij toestemming kreeg van de Paltsgraaf en zijn vrouw, die zij als haar “nieuwe” ouders beschouwde. Via Filips van Marnix van Sint-Aldegonde vroeg Willem uiteindelijk officieel om haar hand bij haar pleegouders.
Het huwelijk met Charlotte wordt wel beschouwd als een verbintenis uit liefde, omdat de voordelen voor dit huwelijk niet opwogen tegen de nadelen.
Voordelen
- 1. Verstevigen van de banden met de keurvorst van het Heilige Roomse Rijk
- 2. Vervanging van de moeder voor zijn nog jonge kinderen

Nadelen
- 1. Door haar breuk met haar familie ontbrak het aan enige bruidsschat
- 2. Het huwelijk kon de band met de Franse adel ondermijnen; Willem probeerde via Charlottes broer alsnog toenadering te krijgen tot Charlottes natuurlijke vader
- 3. Charlotte was een uitgetreden non, die het ware geloof de rug had toegekeerd (protesten uit rooms-katholieke kring)
- 4. Het huwelijk met Anna van Saksen was officieel nog niet ontbonden. Door het huwelijk pleegde Willem in feite bigamie. Bovendien zouden hierdoor de huwelijksproblemen op straat komen te liggen, wat schadelijk kon zijn voor alle betrokken families.

Wat zeker ook niet onderschat mag worden, is de dynastieke importantie van een nieuw huwelijk: ondanks twee eerdere huwelijken had Willem nog slechts één minderjarige zoon (Maurits) die de dynastie zou kunnen voortzetten. Weliswaar had hij ook nog zijn zoon Filips Willem, maar die was in 1568 naar Spanje ontvoerd en aan zijn terugkeer werd getwijfeld. (Het lot bepaalde, dat er uit het huwelijk met Charlotte alleen dochters geboren werden).
Huwelijk
Op 12 juni 1575 trouwden Charlotte en Willem in de Grote Kerk van Brielle, waarna er grote feesten plaatsvonden in Dordrecht. Aanvankelijk vestigde het paar zich in Breda, maar vanaf 1577 verbleven zij voornamelijk in Antwerpen, samen met vier kinderen uit de vorige huwelijken van Willem.
Uit dit huwelijk kwamen 6 dochters voort. De oudste dochter werd genoemd naar haar grootouders (Louise Juliana), de tweede naar de Engelse vorstin (Elisabeth). De vier daaropvolgende meisjes droegen allen een naam die verwees naar de gewesten van de Zuidelijke Nederlanden (Catharina Belgica, Charlotte Flandrina, Charlotte Brabantina en Emilia II Antwerpiana). Hiermee wilden zij de band met die gebieden verstevigen, wat tevens resulteerde in een lijfrente die door de verschillende Staten aan de meisjes werd toegekend.
Vanaf 1581 slaagde Charlotte erin zich te verzoenen met haar vader, die op dat moment wel inzag, dat ondanks zijn protestantse geloof, Willems familie een goede partij was.
Charlotte was in haar tijd zeer geliefd, iets wat voortkwam uit haar toewijding en haar rotsvaste geloof. Zelfs Willems broer Jan, die aanvankelijk fel tegen het huwelijk gekant was, zou erkend hebben, dat Charlotte een zegen was voor zijn broer. De schrijver Adriaan Loosjes schreef een boek over Charlotte de Bourbon, waarin hij haar vlucht uit het klooster verbeeldde als de Nederlanden die door Willem van Oranje bevrijd werd van het “verblinde priesterschap” (= Filips II van Spanje).

### Einde huwelijk
Op 18 maart 1582 vond de eerste aanslag plaats op Willem van Oranje, waardoor hij ernstig gewond raakte. Charlotte nam samen met enkele bedienden de taak op zich de prins dag en nacht bij te staan om hem door die moeilijke tijd heen te helpen. De prins genas, maar het proces had zoveel energie van Charlotte geëist, dat ze op 5 mei 1582 door uitputting bezweek. Charlotte werd begraven in de kathedraal van Antwerpen.

### Kinderen
- 31 maart 1576: Geboorte van Louise Juliana te Delft. Zij trouwde met Frederik IV van de Palts, een huwelijk waaruit 8 kinderen zouden voortkomen. Bekend werd haar zoon Frederik V van de Palts- getrouwd met Elizabeth Stuart, dochter van de Engelse koning Jacobus I-; hij zou de geschiedenis ingaan als de 'Winterkoning'.
- 26 april 1577: Geboorte van Elisabeth te Middelburg. Zij trouwde met Hendrik de La Tour d'Auvergne met wie zij 8 kinderen kreeg.
- 3 of 31 juli 1578: Geboorte van Catharina Belgica te Antwerpen. Uit het huwelijk met Filips Lodewijk II van Hanau-Münzenberg kwamen 10 kinderen voort.
- 18 augustus 1579: Geboorte van Charlotte Flandrina in Antwerpen. Zij was doof en werd na de dood van haar moeder naar Frankrijk gebracht voor haar verdere opvoeding. Daar bekeerde zij zich tot het katholieke geloof en werd abdis.
- 17 september 1580: Geboorte van Charlotte Brabantina in Antwerpen. Zij huwde met Claude de la Trémoille en kreeg vier kinderen.
- 9 december 1581: Geboorte van Emilia Antwerpiana in Antwerpen. Samen met haar man Frederik Casimir van Palts-Landsberg kreeg zij 3 kinderen.

De onderlinge verstandhouding tussen de zes zussen was zeer hecht, getuige de vele brieven die zij aan elkaar schreven. Bijkomend gegeven was, dat de echtgenoten van de zussen allen betrokken waren bij de strijd tegen de vervolging van het protestantisme.

### Laatste rustplaats- Charlotte van Bourbon en kinderen
| Naam                 |  | Rustplaats                           |  | Stad       |
| -------------------- |  | ------------------------------------ |  | ---------- |
| Charlotte de Bourbon |  | Onze-Lievevrouwekathedraal (anoniem) |  | Antwerpen  |
| Louise Juliana       |  | Domkerk                              |  | Königsberg |
| Elisabeth            |  |                                      |  |            |
| Catharina Belgica    |  | Nieuwe Kerk                          |  | Delft      |
| Charlotte Flandrina  |  |                                      |  |            |
| Charlotte Brabantina |  |                                      |  |            |
| Emilia Antwerpiana   |  |                                      |  |            |

## Vierde huwelijk
|                |                   | 12 april 1583             |                   |
|                | Willem van Oranje | x                         | Louise de Coligny |
|                |                   | ____________*____________ |                   |
|                |                   |                           |                   |
| Kind           |                   | Frederik Hendrik          |                   |
|                |                   | (*1584-†1647)             |                   |
|                |                   | x                         |                   |
| Huwelijksdatum |                   | 4 april 1625              |                   |
|                |                   |                           |                   |
| Wederhelft     |                   | Amalia van Solms          |                   |
| Kinderen       |                   | 9 kinderen                |                   |
| Bijzonderheden |                   |                           |                   |

Na de dood van Charlotte kende Willem een bijkomend probleem; naast het gebrek aan geld en een strijd die moeizaam verliep was nu ook zijn gezinsleven danig verstoord. Al binnen een jaar, op 12 april 1583, besloot Willem opnieuw te trouwen en nu met Louise de Coligny, een weduwe van Franse afkomst. Door zijn keuze op een Française te laten vallen hoopte hij steun te krijgen uit Frankrijk, hoewel de reactie in de Nederlanden zelf negatief was, iets wat o.a. voortkwam uit het optreden van Frans van Anjou. 
Louise was op 26 mei 1572 getrouwd, op voordracht van haar vader, met Charles de Téligny, een voorstander van de rechten van de protestanten. Minder dan drie maanden later (24 augustus 1572) werd zij al weduwe, toen haar man (alsmede haar vader) vermoord werd tijdens de Bartholomeusnacht.
Hierop besloot Louise te vluchten via Savoye (samen met haar stiefmoeder Jacqueline d’Entremonts) naar Zwitserland. Na het Edict van Beaulieu in 1576 keerde zij terug naar Lierville, waar zich bezittingen bevonden van haar voormalige echtgenoot. Hier werd zij benaderd door Willem van Oranje.
Toen het paar in 1583 te Antwerpen trouwde, nam ze ook de opvoeding van haar stiefdochters op zich. De geboorte van haar eerste en enige zoon, Frederik Hendrik en zijn doop werden grootschalig gevierd, wat door een Leidse dominee, Petrus Hackius, als ongepast werd beschouwd. (Naar aanleiding van de moord op Willem van Oranje zou hij refereren aan dit feest, waarover God nu zijn straffende hand had neergelaten; de Staten-Generaal gaven hem een preekverbod van enkele maanden.)

### Einde huwelijk
Het huwelijk eindigde op 10 juli 1584 door de moord op Willem door Balthasar Gerards – die zij wantrouwde en voor wie zij haar man gewaarschuwd had.
Na enige jaren door Holland en Zeeland te hebben gezworven met haar kinderen (onder wie de prinsen Maurits en Frederik Hendrik) vestigde de weduwe van Willem van Oranje Louise de Coligny zich aan het eind van de 16e eeuw in het latere Paleis Noordeinde te Den Haag. Zij nam de geestelijke opvoeding van de jonge prins op zich en droeg de godsdienstige vorming van haar zoon over aan Johannes Uytenbogaert. Ook was zij de initiatiefneemster van de gearrangeerde huwelijken van haar stiefdochters.
Op politiek gebied bleef zij ook de belangen van de Nederlanden behartigen door meerdere malen naar Frankrijk af te reizen en steun te zoeken voor haar zoon.
Louise overleed in 1620 te Fontainebleau en werd begraven in Delft naast haar man.

### Kind
- 29 januari 1584: geboorte van Frederik Hendrik te Delft. Uit zijn huwelijk met Amalia Solms zou slechts één zoon geboren worden die de familielijn zou voortzetten, Willem II van Oranje. Zijn zoon Willem III, die koning van Engeland werd, stierf kinderloos, waardoor ook deze lijn in mannelijke lijn in 1702 was uitgestorven.

Willem van Oranjes kleindochter Albertine Agnes van Nassau, dochter van Frederik Hendrik, trouwde in 1652 met Willem Frederik van Nassau-Dietz, een kleinzoon van Jan VI van Nassau-Dillenburg, de jongere broer van Willem van Oranje. Hierdoor werd Willem toch stamvader van de huidige koninklijke familie van Nederland.

### Laatste rustplaats- Louise de Coligny en kind
| Naam              |  | Rustplaats  |  | Stad  |
| ----------------- |  | ----------- |  | ----- |
| Louise de Coligny |  | Nieuwe Kerk |  | Delft |
| Frederik Hendrik  |  | Nieuwe Kerk |  | Delft |